# TPH1
TPH1 (англ. Tryptophan hydroxylase 1) – білок, який кодується однойменним геном, розташованим у людей на короткому плечі 11-ї хромосоми. Довжина поліпептидного ланцюга білка становить 444 амінокислот, а молекулярна маса — 50 985.
| 10         |  | 20         |  | 30         |  | 40         |  | 50         |
| ---------- |  | ---------- |  | ---------- |  | ---------- |  | ---------- |
| MIEDNKENKD |  | HSLERGRASL |  | IFSLKNEVGG |  | LIKALKIFQE |  | KHVNLLHIES |
| RKSKRRNSEF |  | EIFVDCDINR |  | EQLNDIFHLL |  | KSHTNVLSVN |  | LPDNFTLKED |
| GMETVPWFPK |  | KISDLDHCAN |  | RVLMYGSELD |  | ADHPGFKDNV |  | YRKRRKYFAD |
| LAMNYKHGDP |  | IPKVEFTEEE |  | IKTWGTVFQE |  | LNKLYPTHAC |  | REYLKNLPLL |
| SKYCGYREDN |  | IPQLEDVSNF |  | LKERTGFSIR |  | PVAGYLSPRD |  | FLSGLAFRVF |
| HCTQYVRHSS |  | DPFYTPEPDT |  | CHELLGHVPL |  | LAEPSFAQFS |  | QEIGLASLGA |
| SEEAVQKLAT |  | CYFFTVEFGL |  | CKQDGQLRVF |  | GAGLLSSISE |  | LKHALSGHAK |
| VKPFDPKITC |  | KQECLITTFQ |  | DVYFVSESFE |  | DAKEKMREFT |  | KTIKRPFGVK |
| YNPYTRSIQI |  | LKDTKSITSA |  | MNELQHDLDV |  | VSDALAKVSR |  | KPSI       |

A: Аланін

C: Цистеїн

D: Аспарагінова кислота

E: Глутамінова кислота

F: Фенілаланін

G: Гліцин

H: Гістидин

I: Ізолейцин

K: Лізин

L: Лейцин

M: Метіонін

N: Аспарагін

P: Пролін

Q: Глутамін

R: Аргінін

S: Серин

T: Треонін

V: Валін

W: Триптофан

Кодований геном білок за функціями належить до оксидоредуктаз, фосфопротеїнів. 
Задіяний у такому біологічному процесі, як альтернативний сплайсинг. 
Білок має сайт для зв'язування з іонами металів, іоном заліза.